# Persone di nome Hannah
| Questa pagina contiene informazioni ricavate automaticamente dalle voci biografiche con l'ausilio del template Bio e di un bot. L'aggiornamento è periodico e automatico e ricostruisce completamente la pagina. Se manca una persona in questa lista, sei pregato di non aggiungerla, ma accertati piuttosto che la sua voce biografica contenga il template Bio e che i dati anagrafici siano correttamente compilati. Se il template Bio manca, inseriscilo tu stesso o, in alternativa, metti l'avviso {{tmp\|Bio}} che ne segnala la mancanza. Se i dati riportati sono sbagliati, correggi direttamente la voce biografica; le modifiche saranno visibili in questa lista entro pochi giorni. Per chiarimenti vedi il progetto antroponimi. La lista contiene solo le 109 persone che sono citate nell'enciclopedia e per le quali è stato implementato correttamente il template Bio. Pagina aggiornata al 22 giu 2025. |

Questa è una lista di persone presenti nell'enciclopedia che hanno il nome Hannah, suddivise per attività principale.

## Atlete paralimpiche(1)
- Hannah Cockroft, atleta paralimpica britannica (Halifax, n. 1992)

## Attiviste(1)
- Hannah Mitchell, attivista inglese (High Peak, n. 1872 - Manchester, † 1956)

## Attrici(26)
- Hannah Emily Anderson, attrice canadese (Winnipeg, n. 1989)
- Hannah Arterton, attrice britannica (Gravesend, n. 1989)
- Hannah Chaplin, attrice, ballerina e cantante britannica (Londra, n. 1865 - Glendale, † 1928)
- Hannah Cheesman, attrice e sceneggiatrice canadese (Toronto, n. 1984)
- Hannah Dodd, attrice e modella britannica (Colchester, n. 1995)
- Hannah Dunne, attrice statunitense (n. 1990)
- Hannah Einbinder, attrice e comica statunitense (Los Angeles, n. 1995)
- Dakota Fanning, attrice e modella statunitense (Conyers, n. 1994)
- Hannah Hoekstra, attrice olandese (Rotterdam, n. 1987)
- Hannah John-Kamen, attrice britannica (Anlaby, n. 1989)
- Hannah Kasulka, attrice statunitense (Macon, n. 1988)
- Hannah Lochner, attrice canadese (Ontario, n. 1993)
- Hannah Marks, attrice, regista e sceneggiatrice statunitense (Santa Monica, n. 1993)
- Hannah Marshall, attrice neozelandese (Greenlane, n. 1984)
- Hannah Murray, attrice britannica (Bristol, n. 1989)
- Hannah Onslow, attrice britannica (Londra, n. 1998)
- Hannah Simone, attrice, conduttrice televisiva e modella canadese (Londra, n. 1980)
- Hannah Spearritt, attrice inglese (Great Yarmouth, n. 1981)
- Hannah Taylor-Gordon, attrice britannica (Londra, n. 1987)
- Hannah Tointon, attrice britannica (Southend-on-Sea, n. 1987)
- Hannah Waddingham, attrice e cantante britannica (Londra, n. 1974)
- Hannah Wang, attrice australiana (Sydney, n. 1989)
- Hannah Ware, attrice e modella britannica (Londra, n. 1982)
- Hannah Washington, attrice statunitense (Los Angeles, n. 1923 - Los Angeles, † 1990)
- Hannah Yelland, attrice britannica (Londra, n. 1976)
- Hannah van der Westhuysen, attrice britannica (Londra, n. 1995)

## Attrici pornografiche(1)
- Hannah Harper, ex attrice pornografica britannica (Brixham, n. 1982)

## Attrici teatrali(2)
- Hannah Norsa, attrice teatrale e cantante inglese (Londra, n. 1712 - Londra, † 1784)
- Hannah Pritchard, attrice teatrale britannica (Londra, n. 1711 - Bath, † 1768)

## Batteriste(1)
- Hannah Blilie, batterista statunitense (n. 1981)

## Biatlete(1)
- Hannah Auchentaller, biatleta italiana (San Candido, n. 2001)

## Calciatrici(6)
- Hannah Blundell, calciatrice inglese (Eastbourne, n. 1994)
- Hannah Cain, calciatrice inglese (Arksey, n. 1999)
- Hannah Eurlings, calciatrice belga (n. 2003)
- Hannah Godfrey, calciatrice britannica (Thornton-Cleveleys, n. 1997)
- Hannah Hampton, calciatrice inglese (Birmingham, n. 2000)
- Hannah Wilkinson, calciatrice neozelandese (Whangārei, n. 1992)

## Canoiste(2)
- Hannah Davis, canoista australiana (Adelaide, n. 1985)
- Hannah Thomas, canoista neozelandese (n. 2001)

## Canottiere(1)
- Hannah Scott, canottiera britannica (Coleraine, n. 1999)

## Cantanti(3)
- Hannah Diamond, cantante inglese (Norwich, n. 1991)
- Hannah Hofer, cantante austriaca (Hall in Tirol, n. 1981)
- Hannah Schneider, cantante danese (Copenaghen, n. 1982)

## Cantautrici(4)
- Eves Karydas, cantautrice australiana (Cairns, n. 1994)
- Hannah Mancini, cantautrice statunitense (Fresno, n. 1980)
- Aldous Harding, cantautrice neozelandese (Lyttelton, n. 1990)
- Hannah Grace, cantautrice gallese (Bridgend, n. 1993)

## Cestiste(2)
- Hannah Shaw, cestista britannica (Stockport, n. 1990)
- Hannah Sjerven, cestista statunitense (Otsego, n. 1998)

## Cicliste su strada(2)
- Hannah Barnes, ex ciclista su strada britannica (Tunbridge Wells, n. 1993)
- Hannah Ludwig, ciclista su strada tedesca (Heidelberg, n. 2000)

## Cuoche(1)
- Hannah Archer Till, cuoca statunitense (Contea di Kent - Filadelfia, † 1826)

## Danzatrici(1)
- Hannah O'Neill, ballerina neozelandese (Tokyo, n. 1993)

## Drammaturghe(1)
- Hannah Cowley, drammaturga inglese (Tiverton, n. 1743 - Tiverton, † 1809)

## First lady(1)
- Hannah Van Buren, first lady statunitense (Kinderhook, n. 1783 - Albany, † 1819)

## Fotografe(1)
- Hannah Maynard, fotografa canadese (Bude, n. 1834 - Victoria, † 1918)

## Ginnaste(1)
- Hannah Whelan, ex ginnasta inglese (Singapore, n. 1992)

## Giornaliste(2)
- Hannah Semer, giornalista israeliana (Bratislava, n. 1924 - Tel Aviv, † 2003)
- Hannah Weinstein, giornalista e produttrice televisiva statunitense (New York, n. 1911 - New York, † 1984)

## Hockeiste su prato(1)
- Hannah Macleod, hockeista su prato britannica (Boston, n. 1984)

## Ingegnere(1)
- Hannah Schmitz, ingegnere e dirigente sportiva britannica (Caterham, n. 1985)

## Matematiche(1)
- Hannah Fry, matematica e divulgatrice scientifica britannica (Harlow, n. 1984)

## Mezzofondiste(2)
- Hannah England, mezzofondista britannica (Oxford, n. 1987)
- Hannah Nuttall, mezzofondista britannica (n. 1997)

## Militari(2)
- Hannah Snell, militare inglese (Worcester, n. 1723 - Londra, † 1792)
- Hannah Szenes, militare e poetessa ungherese (Budapest, n. 1921 - Budapest, † 1944)

## Modelle(2)
- Hannah Bronfman, modella e imprenditrice statunitense (New York, n. 1987)
- Hannah New, modella e attrice inglese (Londra, n. 1984)

## Musiciste(1)
- Hannah Reid, musicista britannica (Londra, n. 1989)

## Nobildonne(1)
- Hannah de Rothschild, nobildonna britannica (n. 1851 - Dalmeny, † 1890)

## Nobili(1)
- Hannah Lightfoot, nobile britannica (St. John, n. 1730 - † 1759)

## Nuotatrici(4)
- Margaret MacNeil, ex nuotatrice canadese (Jiujiang, n. 2000)
- Hannah Miley, ex nuotatrice britannica (Swindon, n. 1989)
- Hannah Moore, nuotatrice statunitense (Elmshorn, n. 1996)
- Hannah Stockbauer, ex nuotatrice tedesca (Norimberga, n. 1982)

## Pallavoliste(4)
- Hannah Allison, pallavolista statunitense (Fayetteville, n. 1992)
- Hannah Maddux, pallavolista statunitense (San Antonio, n. 2001)
- Hannah Tapp, pallavolista statunitense (Stewartville, n. 1995)
- Hannah Werth, pallavolista statunitense (Springfield, n. 1990)

## Politiche(2)
- Hannah Blythyn, politica gallese (n. 1979)
- Hannah Neumann, politica e politologa tedesca (Spira, n. 1984)

## Registe(1)
- Hannah Lux Davis, regista statunitense (Bellevue, n. 1986)

## Rugbiste a 15(2)
- Hannah Botterman, rugbista a 15 inglese (Stevenage, n. 1999)
- Hannah Myers, rugbista a 15 e dirigente sportiva neozelandese (Auckland, n. 1979)

## Scenografe(1)
- Hannah Beachler, scenografa statunitense (Centerville, n. 1970)

## Sciatrici alpine(2)
- Hannah Köck, ex sciatrice alpina austriaca (n. 1994)
- Hannah Sæthereng, sciatrice alpina norvegese (n. 1999)

## Sciatrici freestyle(2)
- Hannah Schmidt, sciatrice freestyle canadese (Ottawa, n. 1994)
- Hannah Soar, sciatrice freestyle statunitense (Somers, n. 1999)

## Scrittrici(7)
- Hannah Glasse, scrittrice inglese (n. 1708 - † 1770)
- Hannah Hurnard, scrittrice britannica (Colchester, n. 1905 - Marco Island, † 1990)
- Hannah Lowe, scrittrice e poetessa britannica (Ilford, n. 1976)
- Hannah More, scrittrice e filantropa inglese (Fishponds, n. 1745 - Clifton, † 1833)
- Hannah Tinti, scrittrice statunitense (Salem, n. 1972)
- Hannah Webster Foster, scrittrice statunitense (Salisbury - Montréal, † 1840)
- Hannah Woolley, scrittrice britannica (n. 1622 - † 1675)

## Skeletoniste(1)
- Hannah Neise, skeletonista tedesca (Arnsberg, n. 2000)

## Slittiniste(1)
- Hannah Prock, slittinista austriaca (Innsbruck, n. 2000)

## Stiliste(1)
- Hannah Troy, stilista statunitense (New York, n. 1900 - Miami Beach, † 1993)

## Storiche(1)
- Hannah Arendt, storica, filosofa e politologa tedesca (Hannover, n. 1906 - New York, † 1975)

## Tenniste(1)
- Hannah Collin, ex tennista britannica (Kingston, n. 1982)

## Tuffatrici(1)
- Hannah Starling, tuffatrice britannica (Leeds, n. 1995)

## Veliste(1)
- Hannah Mills, velista britannica (Cardiff, n. 1988)

## Senza attività specificata(4)
- Hannah Kearney, ex sciatrice freestyle statunitense (Hanover, n. 1986)
- Hanneli Goslar, superstite dell'Olocausto tedesca (Berlino, n. 1928 - Gerusalemme, † 2022)
- Hannah Stilley Gorby, statunitense (New Castle, n. 1746 - Brandywine, † 1840)
- Hannah Teter, ex snowboarder statunitense (Belmont, n. 1987)